# Artjoms Rudņevs
Artjoms Rudņevs (ros. Артём Руднев, Artiom Rudniew, wym. [ɐrˈtʲɵm ˈrudnʲɪf]; ur. 13 stycznia 1988 w Dyneburgu) – łotewski piłkarz pochodzenia rosyjskiego występujący na pozycji napastnika, reprezentant Łotwy.

## Kariera klubowa
Karierę rozpoczynał w lokalnym FC Daugava. W lutym 2009 podpisał kontrakt z węgierskim Zalaegerszegi TE FC. Jednakże w tej sprawie musiała interweniować FIFA, ponieważ nadal obowiązywał go kontrakt z łotewskim klubem. Ostatecznie w ZTE zadebiutował w maju 2009. 4 sierpnia 2010 został zawodnikiem Lecha Poznań podpisując czteroletnią umowę. Już w swoim pierwszym w barwach Lecha- Widzewowi Łódź, 21 minut po wejściu na boisko, zdobył bramkę dającą prowadzenie jego drużynie. 16 września 2010 strzelił hat-tricka w meczu Ligi Europy z Juventusem, zakończonym wynikiem 3:3. W meczu rewanżowym tych drużyn (01.12.2010) strzelił bramkę na 1:0. Mecz, który odbył się przy siarczystym mrozie i obfitych opadach śniegu, skończył się wynikiem 1:1, czym Lech zapewnił sobie awans do 1/16 Ligi Europy.
17 lutego w pierwszym meczu Lecha Poznań w 1/16 finału LE ze Sportingiem Braga, strzelił w 72 minucie zwycięskiego gola. 12 grudnia 2011 zdobył 3 bramki w meczu z Zagłębiem Lubin uzyskując rekordowego, czwartego hat-tricka w lidze polskiej. W sezonie 2011/2012 Rudnev strzelił 22 gole i został królem strzelców Ekstraklasy.
11 maja 2012 roku podpisał 3-letni kontrakt z niemieckim zespołem – Hamburger SV. W Bundeslidze zadebiutował 25 sierpnia 2012 w meczu z 1. FC Nürnberg, zaś swojego pierwszego gola na niemieckich boiskach strzelił 26 września 2012 w zremisowanym 2:2 meczu z Borussią Mönchengladbach. Połowę sezonu 2014/15 spędził na wypożyczeniu w Hannoverze 96. Dla ekipy z Dolnej Saksonii w 16 występach strzelił 4 bramki. Łącznie w barwach HSV, Rudnevs rozegrał 77 meczów, w których strzelił 17 goli i zanotował 8 asyst.
15 czerwca 2016 roku podpisał, obowiązujący od 1 lipca, 3-letni kontrakt z 1. FC Köln, który zerwał z przyczyn osobistych we wrześniu 2017 roku

## Kariera reprezentacyjna

### Reprezentacje juniorskie (2006–2009)
Rudņevs występował w juniorskich reprezentacjach Łotwy w piłce nożnej. W drużynie do lat 19 zadebiutował 6 października 2006 w meczu eliminacji do Mistrzostw Europy U-19 w Piłce Nożnej 2007 przeciwko Norwegii. Łącznie wystąpił w dwóch meczach tej reprezentacji, nie zdobywając w nich bramki. Rudņevs grał także w kadrze do lat 21, w barwach której w 9 spotkaniach zdobył 3 gole, wszystkie w meczach eliminacji do Mistrzostw Europy U-21 w Piłce Nożnej 2011: z Rumunią (2 bramki) i Andorą.

### Reprezentacja seniorska (od 2008)
Zagrał trzydzieści osiem meczów w reprezentacji Łotwy, debiutując w meczu przeciwko Estonii 12 listopada 2008. Swoją pierwszą bramkę zdobył 7 października 2011 roku w 83 minucie meczu z Maltą.

## Życie prywatne
Ma 183 centymetry wzrostu i waży 81 kilogramów. W 2009 ożenił się z Santą. Mają córkę o imieniu Arina. W dzieciństwie chodził do rosyjskiej szkoły. Jego rodzice są Rosjanami należącymi do mniejszości rosyjskiej na Łotwie. Zna język rosyjski, łotewski i angielski. Po zakończeniu sezonu 2010/2011 piłkarz postanowił, że na koszulce będzie widniała rosyjska wersja jego nazwiska (w anglojęzycznej transkrypcji Rudnev). W 2017 roku postanowił zakończyć karierę, przez chorobę psychiczną swojej żony.

## Sukcesy

### Indywidualne
- Król strzelców Ekstraklasy: 2011/2012 (22 gole)